# Obatalá
Obbatala es una de las Deidades de la Religión yoruba también es una de las Deidades más importantes de Umbanda. En la Santería sincretiza con la Virgen de las Mercedes, patrona de Barcelona. También es llamado Oxalá u Ochalá.

## Resumen
Es el Orisha mayor, creador de la tierra y escultor del ser humano. Es la Deidad pura por excelencia, dueño de todo lo blanco, de la cabeza, de los pensamientos, de los sueños y de todo lo bueno para todos . Hijo de Olofin y Oloddumare. Cuando Dios bajó a la tierra a ver lo que había hecho, bajó acompañado de su hijo Obatalá.
Obatalá fue mandado a la tierra por Olofin para hacer el bien y para que gobernara como rey del planeta. Es misericordioso y amante de la paz y la armonía. Rige la buena conducta y es capaz de aplacar a su hijo Shangó y a Ogún Arerou. Todos los orishas lo respetan y lo buscan como abogado. No admite que nadie se desnude en su presencia o se digan frases duras o injuriosas. Sus hijos deben ser muy respetuosos. Tiene veinticuatro caminos o avatares. El castillo que le pertenece tiene 16 ventanas, no admiten el sol, el aire o el sereno.
Obatala es también el único Orisha que tiene caminos masculinos y femeninos.

## Pattakies de Obbatalá
Obatalá tenía una hija muy bella, dulce y sencilla, que era la felicidad del padre. Esta hija tenía tres enamorados: Ikú, Aro y Ofo. Como es de suponer, Obatalá estaba ante un espinoso dilema, pues si daba la mano de su hija a uno de ellos, los otros dos se vengarían. Por ello, su elección, cualquiera que fuese, ponía en peligro la vida de su hija, tan querida para él.
Obatalá se convirtió en paloma y se posó en un árbol frondoso de flores multicolores que representaban todas las virtudes de que gozaba su reinado, y se sintió muy desgraciado. Así pensando, quedó sumido en un profundo sueño. Cuando despertó, le vino a la mente todo lo soñado y se apresuró a emitir un bando para todo su reino, el cual decía: "Quien me traiga un abani, se casará con mi hija".
En esos tiempos, los abani eran muy escasos y difíciles de cazar. En el mismo bosque intrincado que rodeaba al palacio, vivía un sitiero quien adoraba en silencio a la hija de Obatalá y había decidido llevarle el abani solicitado, pero consultó antes su decisión con Orula. La consulta resultó en este Ifá, que le mandaba a hacer ebbó con babosas, cascarilla, merengue, achó fun fun y un palo de su tamaño, y le recomendó que después fuera al monte a cantar.
Así lo hizo el sitiero y su canto era tan dulce y melodioso que sus ecos parecían suaves voces venidas de otro mundo. Ikú, quien venía por el sendero, se paró a oír, pues también había leído el bando y traía en un saco el tan ansiado abani. Extasiado, dejó caer el saco y quedó como petrificado. El sitiero aprovechó su trance, recogió el saco, y se lo llevó de inmediato a Obatalá, quien le concedió a su hija en matrimonio. Esto le sucedió al buen hombre por los consejos siempre sabios de Orula. Y por mandato de Obatalá, Orula, Echu y Oggún, quedaron atrapados Ikú, Aro y Ofo sin poder hacer daño.
Maferefun Obatalá, Maferefun los orishas.

## El Orisha
Obatalá es un Osha de Cabecera  que manda sobre todas las cabezas, muchas veces se le invoca para evitar problemas con los otros Orishas. Es amante de todo lo puro, blanco y limpio no le gusta la brujería.
Generalmente, haciendo uso de un antropomorfismo, se representa su apariencia física como la de un ser viejo y encorvado, lento en sus movimientos (en otros caminos es joven y diestro) y utiliza un bastón que es una varilla metálica de color blanco dando similitud a la vara invisible existente que se extiende entre cielo y tierra.
Es el que rige las cabezas.
El concepto que tenemos en nuestras mentes es desarrollado a través de la interacción con cada ser vivo de este planeta. Cuando buscamos a Obatalá, lo buscamos en lo más alto de la montaña. Él está en la nieve que cubre el pico de la montaña y es visto como el hombre viejo y sabio de las colinas. La nieve que viene del cielo.
Obatalá ofrece justicia, la renovación y un nuevo comienzo.
Sus hijos "directos" son los Albinos y aquellos que nacen con incapacidades físicas y/o mentales.
A Obatalá le gustan los lugares oscuros. De este modo cuando situamos su altar debemos situar sobre ella un paño para mantenerlo alejado de la luz.
Gran Orisha, modelador y Rey del género humano. En la Santería o Regla de Ocha es considerado a través de varios Patakíes como Padre (y en ocasiones a través de algunos camino Madre) de todos los Orishas.

## Caminos de Obatalá
De una pareja de Obatalá salen todos los demás. Existen 16 Obatalá, 16 son los Orishas y las letras del Diloggún y del Ifá. En el Sincretismo, Obatalá aparenta ser lo mismo que el Santísimo, pero es una aberración tan siquiera pensar que es lo mismo.
- Oshanlá, Obatalá mujer, la Virgen de las Mercedes.
- Obba Ibo es el Obatalá que ciega, muy antiguo, el del misterio del güiro.
- Por camino Arará, Nana Baruqué es un Obatalá de orden principal, que son dos en uno, Nana Baruqué y Agguemo o Alaguema, es un Obatalá macho y viejo.
- Obbamoró es el Obatalá que aquí se viste de Jesús Nazareno.
- Baba Fururú -San Joaquín- el que se sienta a dar instrucciones a los jóvenes.
- Ocha Ulufón u Obalufón. Fue el primero que habló y dio a los hombres la palabra y el derecho de ser hombres.
- En Palo Monte Cruzado, Tiembla Tierra, es también Obatalá.
- Mama Kangu‚ es Obatalá por camino Congo.
- Ochagriñan, Agguiriñan - Obatalá Agguiriñan- es el más viejo de todos los Obatalá.
- Eruadyé, Eyuaro, es la hija única y mimada de Olofi con Iya, figura estática, no se mueve. Para que Obbamoró sancione, antes hay que hablar con ella.
- Ayagguna es el que encendió la pólvora, propagó la guerra en el mundo y la llevó a todas partes. Es el Obatalá más joven.
- Ekenike, también guerrero, anciano y de tembleque.
- Talabí es un Obatalá que se hace el sordo.
- Yeku Yeku, humildad y paciencia, la Santísima o el Divino Rostro, y al igual que Ochagriñan hay que pedírselo todo al revés. Obatalá vive en la loma y todos son exquisitos y friolentos, siempre tienen frío.

- Ondo: es hembra y señorita.
- Baba moro elefa.
- Obatala ayalu: considerado el ángel exterminador, es de tierra egbado.
- Obatala aguemo: de la ciudad de oderemo.
- Obatala oloju okonrin: de igbadan.
- Obatala osha oro ilu: de tierra egbado.
- Obatala oke ilu: en akiti y abeokuta.
- Obatala ajelu o jelu: igbadan.
- Baba ajaguna: de ketu.
- Oshagirijan: ogbomosho y egbigbe.
- Baba oba moro: de ibao.
- Obatala oshalufon: de ifon.
- Obatala ogan: es un guardián de obatala de la ciudad de aderemo.
- Obatala orishanla.
- Obatala yema: de ibatan; femenino.
- Obatala oke ile: de Ekiti y okuta
- Obatala olufon.
- Obatala oginiyan.
- Obatala eluaye: femenino.
- Obatala obalabi: femenino de hoyo.
- Obatala jekujeku: femenino.
- Obatala elefuro: femenino de ife.
- Orisha aiye: femenino de tierra iyaye.
- Obatala oshanla: femenino de tierra owu.
- Obatala obon: masculino.
- Obatala Obanla: femenino.
- Obatala ayelade: masculino de ekiti.
- Obatala ekundire: de la tierra iyesa.
- Obatala Bibinike: masculino.
- Obatala osherigbo: masculino.
- Obatala Ekanike: masculino de tierra igbo.
- Obatala fururu: masculino de tierra bayiba.
- Obatala Adeku: de la tierra efushe.
- Obatala agbani: masculino de ijebu.
- Obatala asho: masculino de Ibadán.
- El Obatalá que continuó a Olofi y bajó con él cuando se hizo el mundo es Eddegúe, el de los Efuche.

Pulcros hasta no más, cualquier cosa sucia los ofende. Todos los Obatalá, Bibinike, los más grandes, delicados y sensitivos en extremo se envuelven en algodón y lo mismo se hace con los objetos y símbolos que le pertenecen.
En fin, Obatalá es uno, llámesele con el nombre que se quiera, Obatalá hembra, Iyalá y Obatalá varón, todos son uno sin excluir al intrépido y combativo Allagguna.

## Sincretismo
Como parte de la transculturación y del peligro que vieron los esclavos traídos a Cuba de perder sus raíces, cada santo adoptó el nombre de un santo católico. También está el hecho de que los esclavos venían de diferentes partes de África y en cada uno se le llamaba diferente.
| St. Católicos          | Kimbisa     | Mayombe               | Abakuá                       | Brillumba             | Arará                      | Iyesá  | Gangá    |
| Virgen de las Mercedes | Mamá Kengue | Kenqui Tiembla Tierra | Obandio Obebé Eromina Endibó | Kenqui Tiembla Tierra | Ajosi Addu Aremo Somaddonu | Eddegu | La Vieja |

## Atributos
Sopera blanca con ocho otaces (nace en el Oddun de Ifa Ofun Nagbe), llamados oke‚ (de la loma) con collares de cuentas blancas. Sus piedras no admiten sol, aire o sereno.
Dueño de la plata y los metales blancos, tiene una corona con dieciséis plumas de loro (aunque usualmente se emplean cuatro).
Lleva sol y luna, seis manillas que también pueden ser dos, cuatro, ocho o dieciséis. Tiene maja. Una mano de plata que empuña un cetro. Dos huevos de marfil. Ocho o dieciséis okotus (babosas). Manteca de cacao, cascarilla y algodón. Le pertenece la pandereta. Lleva bandera blanca.
Dueño de Iroko (la Ceiba). Su vellón es el algodón y su rama deberá estar en la estera para el kariocha de su Iyawo. Tiene Agogo de plata.

## Herramientas (Ferramentos)
Opa. Bastón de mando, manilla, sol, luna, maja, Puayé u Opayé, Cetro Iruke de color blanco

## Fundamento de los Ferramentos de Obatalá
Anteojos: Es un elemento mal utilizado porque los anteojos son para quien carece de buena visión y en realidad se debe reemplazar por un ojo que es el verdadero elemento que da el sentido de la videncia
Bastón: El verdadero elemento es un cetro que lo lleva como símbolo de supremacía y poder, y no como símbolo de vejes y apoyo.

## Collares
El collar es blanco y se insertarán las cuentas del color típico de acuerdo a cada camino, ejemplo: los collares de Ayagguna, Ochagriñan, Ochalufón, que se ensartan cuentas rojas cada 24 cuentas blancas y admiten caracoles. En el de Oba Moró, el coral o la cuenta roja se sustituyen por una de color morado. En el collar de Ochanlá, las cuentas son de marfil o de nácar y cada dieciséis cuentas. Como el de todos los Obatalá, lleva cuatro de color cacao. Solamente por Agguema se combinan cuentas blancas con verdes.

## Ropa
Siempre viste de blanco. En sus caminos guerreros, lleva una banda roja cruzada al pecho, como Ayagguna, a veces lo visten de morado tal como hace Jesús Nazareno. En ocasiones se le bordan custodias del Santísimo Sacramento y cintas en número de ocho.

## Familia
Es descendiente directo de Olodumare (Dios)

## Arquetipo de los Ommo de Obatalá
Son calmos, reservados y de mucha confianza. Sus ideas son llevadas hasta el fin, aunque todas las personas se muestren contrarias a sus opiniones y proyectos. Les gusta dominar y liderar a las personas. Son muy dedicados, caprichosos, manteniendo todo limpio con belleza y cariño. Respetan a todos pero exigen ser respetados.

## Ofrendas y bailes
Los animales son la chiva, serpiente, paloma, guinea, gallina blanca. Las prohibiciones son las bebidas alcohólicas, cangrejo y judías. Las comidas son arroz blanco, torre de merengue, adornada de grageas plateadas, natilla de leche, cuatro litros de leche en taza sobre platos blancos, arroz con leche en polvo en 8 platos blancos, arroz con leche sin sal y manteca de cacao, calabazas blancas, champola y 16 anones, etcétera. Maíz, arroz, alpiste y otros granos. Babosas y caracoles. Bolas de malanga y ñame. Bolas de manteca de cacao y cascarilla. Y en general, cualquier comida blanca y sin sal. Flor de algodón, ñame y zapotes. En los bailes de este santo los participantes imitan los movimientos suaves de un anciano, de un jinete que blande una espada, o sacuden el rabo de caballo blanco (Iruke) para limpiar los caminos.

## Animales
- Chiva blanca,
- paloma,
- guinea,
- gallina blanca.

## Prohibiciones
- Obatalá no debe beber bebidas alcohólicas, no puede comer cangrejo ni judías. Todas sus comidas deben ser cocinadas sin sal.

## Comidas
Arroz Blanco, torre de merengue adornada con grageas plateadas, natilla de leche, cuatro litros de leche en taza sobre platos blancos, arroz con leche en ocho platos blancos, sin sal y con manteca de cacao, calabazas blancas, champola y dieciséis anones, etc. Frutas que se sientan granulosas o arenosas al paladar como el anón, la guanábana, la granada, el zapote, etc. Maíz, arroz, alpiste y otros granos. Babosas y caracoles, bolas de malanga y ñame, de manteca de cacao y cascarilla y en general cualquier comida blanca y sin sal. Flor de algodón.

## Frente de Obatalá
- Arroz con leche, 8 acasá de Obatalá.

## Eco de Obatalá
- Obatalá: Agua y Miel
- Obatalá de Buzios: Agua, Miel y Cacao

## Yerbas esenciales del asiento
- Bledo de clavo
- Saúco - Campana
- Carquesa
- Algodón
- Aguinaldo Blanco
- Higuereta
- Almendro
- Guanábana
- Jagua Blanca
- chiva blanca

## Libros
- Charles Spencer King (Traducido por Gabriel Ernesto Arévalo Luna), IFA Y Los Orishas: La religión Antigua De La Naturaleza. ISBN 1-46102-898-1